# Uderns
Uderns ist eine Gemeinde im Zillertal mit 1947 Einwohnern (Stand 1. Jänner 2024) und gehört zum Bezirk Schwaz in Tirol (Österreich). Die Gemeinde liegt im Gerichtsbezirk Zell am Ziller.

## Geographie
Uderns liegt zwischen Fügen und Ried im vorderen Zillertal auf dem Schuttkegel des Finsingbachs. Neben dem Straßendorf Uderns gehören auch das Dorf Finsing und die Rotte Kleinboden an der Grenze zu Fügen sowie die am Hang gelegene Hofsiedlung Kupfnerberg zur Gemeinde. Der Talboden liegt auf rund 500 Meter Meereshöhe, nach Westen steigt das Land bewaldet auf 1600 Meter an. Die Gemeindefläche beträgt rund sieben Quadratkilometer. Davon ist die Hälfte bewaldet und ein Viertel wird landwirtschaftlich genutzt.

### Gemeindegliederung
Das Gemeindegebiet umfasst folgende drei Ortschaften (Einwohner Stand 1. Jänner 2024):
- Finsing (947)
- Kleinboden (105)
- Uderns (895)

### Nachbargemeinden
|           | Fügen                                       |                   |
| Fügenberg | Kompassrose, die auf Nachbargemeinden zeigt | Hart im Zillertal |
|           | Ried im Zillertal                           | Stumm             |

## Geschichte
Die Bedeutung des vorrömischen Ortsnamens ist unklar. Gesichert jedoch ist die Besiedlung des Gebiets um Uderns schon in der Bronzezeit. Zwischen 500 und 600 wanderten vom Inntal her Bajuwaren ein und vermischten sich mit der einheimischen rätoromanischen Bevölkerung.
Ersturkundlich werden Finsing im Jahr 927 als „Funzina“ und Uderns im Jahr 933 als „Udarnes“, jeweils in Besitzübertragungen an das Erzstift Salzburg, genannt. Im Gegensatz zu den meisten anderen Gemeinden im Tal gehörte Uderns immer schon zu Tirol. 1483 scheint Uderns erstmals als selbständige Gemeinde auf.
Vom 16. bis zum 19. Jahrhundert spielten der Eisenerzabbau im Finsinggrund und die Hochöfen und das Eisenhammerwerk in Kleinboden für das Wirtschaftsleben von Uderns eine große Rolle. Der Finsingbach lieferte Energie für mehrere Gewerbebetriebe, die Holzkohle für die Hochöfen stammte hauptsächlich aus der „Kohlstatt“ in der Gemeinde Hart im Zillertal auf der gegenüberliegenden Talseite. Das Holz bezog man aus der Umgebung und dem gesamten hinteren Zillertal. Aus dem Finsinggrund wurde bis nach dem Ersten Weltkrieg Holz getriftet. Die Schließung des Eisenhammerwerks in Kleinboden im Jahr 1870 bedeutete für Uderns einen großen wirtschaftlichen Rückschlag.
Im Ort gab es auch eine weitum bekannte Ölbrennerei.

### Bevölkerungsentwicklung
| Uderns: Einwohnerzahlen von 1869 bis 2024           | Uderns: Einwohnerzahlen von 1869 bis 2024 | Uderns: Einwohnerzahlen von 1869 bis 2024 | Uderns: Einwohnerzahlen von 1869 bis 2024 | Uderns: Einwohnerzahlen von 1869 bis 2024 |
| --------------------------------------------------- | ----------------------------------------- | ----------------------------------------- | ----------------------------------------- | ----------------------------------------- |
| Jahr                                                |                                           |                                           |                                           | Einwohner                                 |
| 1869                                                | 1869                                      |                                           | 567                                       | 567                                       |
| 1880                                                | 1880                                      |                                           | 469                                       | 469                                       |
| 1890                                                | 1890                                      |                                           | 424                                       | 424                                       |
| 1900                                                | 1900                                      |                                           | 443                                       | 443                                       |
| 1910                                                | 1910                                      |                                           | 432                                       | 432                                       |
| 1923                                                | 1923                                      |                                           | 418                                       | 418                                       |
| 1934                                                | 1934                                      |                                           | 459                                       | 459                                       |
| 1939                                                | 1939                                      |                                           | 504                                       | 504                                       |
| 1951                                                | 1951                                      |                                           | 614                                       | 614                                       |
| 1961                                                | 1961                                      |                                           | 671                                       | 671                                       |
| 1971                                                | 1971                                      |                                           | 886                                       | 886                                       |
| 1981                                                | 1981                                      |                                           | 1.033                                     | 1.033                                     |
| 1991                                                | 1991                                      |                                           | 1.296                                     | 1.296                                     |
| 2001                                                | 2001                                      |                                           | 1.492                                     | 1.492                                     |
| 2011                                                | 2011                                      |                                           | 1.657                                     | 1.657                                     |
| 2021                                                | 2021                                      |                                           | 1.860                                     | 1.860                                     |
| 2024                                                | 2024                                      |                                           | 1.947                                     | 1.947                                     |
| Quelle(n): Statistik Austria, Gebietsstand 1.1.2021 |                                           |                                           |                                           |                                           |

## Kultur und Sehenswürdigkeiten

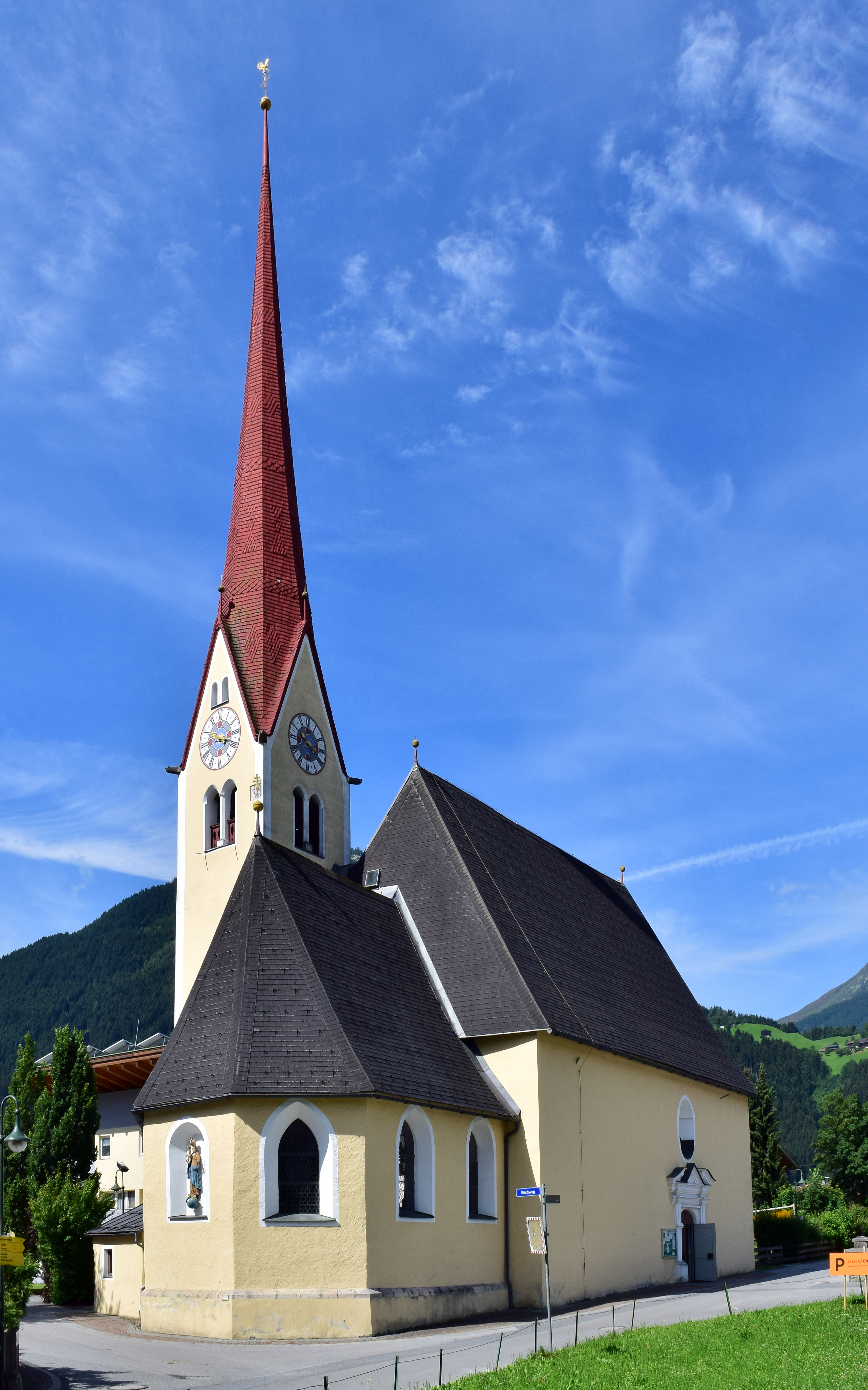
Pfarrkirche Uderns

- Katholische Pfarrkirche Uderns hl. Briccius
- Plunggenkapelle

## Wirtschaft und Infrastruktur
Neben Landwirtschaft und Tourismus sind in der Gemeinde Industrie und Gewerbe relativ stark vertreten. Von Bedeutung ist eine Betreuungseinrichtung für behinderte Kinder und Jugendliche. Es befindet sich außerdem ein 18-Loch-Golfplatz mit Driving Range im Ort.

### Wirtschaftssektoren
Von den 24 landwirtschaftlichen Betrieben des Jahres 2010 waren zwölf Vollerwerbsbauern und neun Nebenerwerbsbauern. Ein Betrieb wurde von einer Personengemeinschaft geführt, zwei von juristischen Personen. Jeweils acht Betriebe des Produktionssektors waren im Bereich Warenherstellung und Bau beschäftigt. Die Bauwirtschaft beschäftigte mehr als achtzig Prozent der Erwerbstätigen. Die wichtigsten Arbeitgeber im Dienstleistungssektor waren die Bereiche Handel, Beherbergung und Gastronomie, sowie soziale und öffentliche Dienste.
| Wirtschaftssektor            | Anzahl Betriebe | Anzahl Betriebe | Erwerbstätige | Erwerbstätige |
| Wirtschaftssektor            | 2011            | 2001            | 2011          | 2001          |
| ---------------------------- | --------------- | --------------- | ------------- | ------------- |
| Land- und Forstwirtschaft 1) | 24              | 29              | 24            | 21            |
| Produktion                   | 16              | 9               | 186           | 130           |
| Dienstleistung               | 80              | 62              | 288           | 238           |

1) Betriebe mit Fläche in den Jahren 2010 und 1999

### Arbeitsmarkt, Pendeln
Von den 850 Erwerbstätigen, die 2011 in Uderns lebten, arbeiteten 187 in der Gemeinde, beinahe achtzig Prozent pendelten aus.

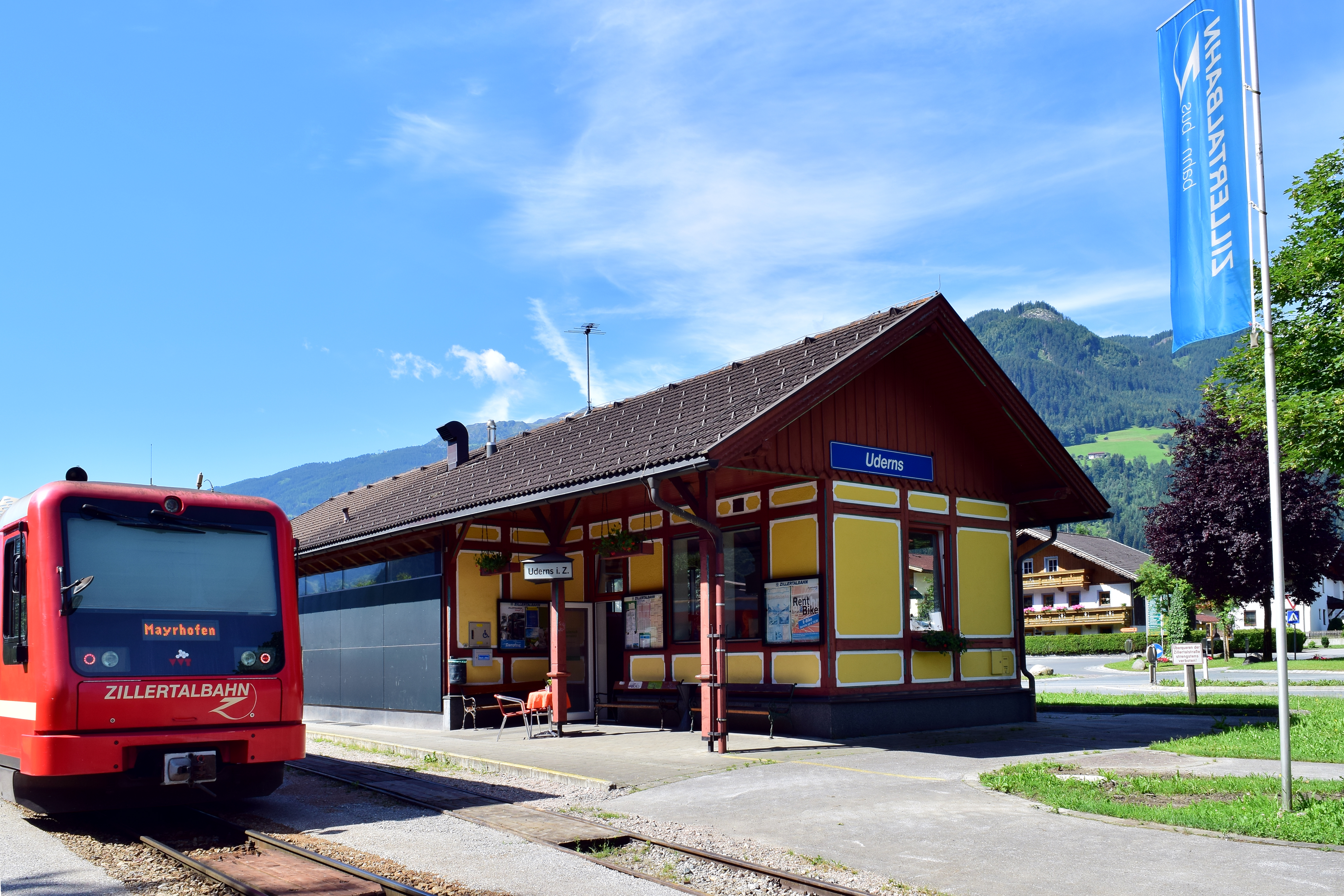
Bahnhof Uderns der Zillertalbahn

### Verkehr
Uderns liegt an der Zillertalstraße und an der Zillertalbahn.
Seit dem Jahr 2006 besitzt Uderns eine neue Einfahrt in der Mitte des Dorfes.
Seit dem Jahr 2003 ist der Zillertalbahnhof in Uderns wieder dauerhaft besetzt. Hier werden Menschen, die von der Lebenshilfe begleitet werden, als Arbeitskräfte eingesetzt. Dieses Projekt wurde für die SozialMarie 2009 einem Bewerb über Integration, eingereicht.

## Politik

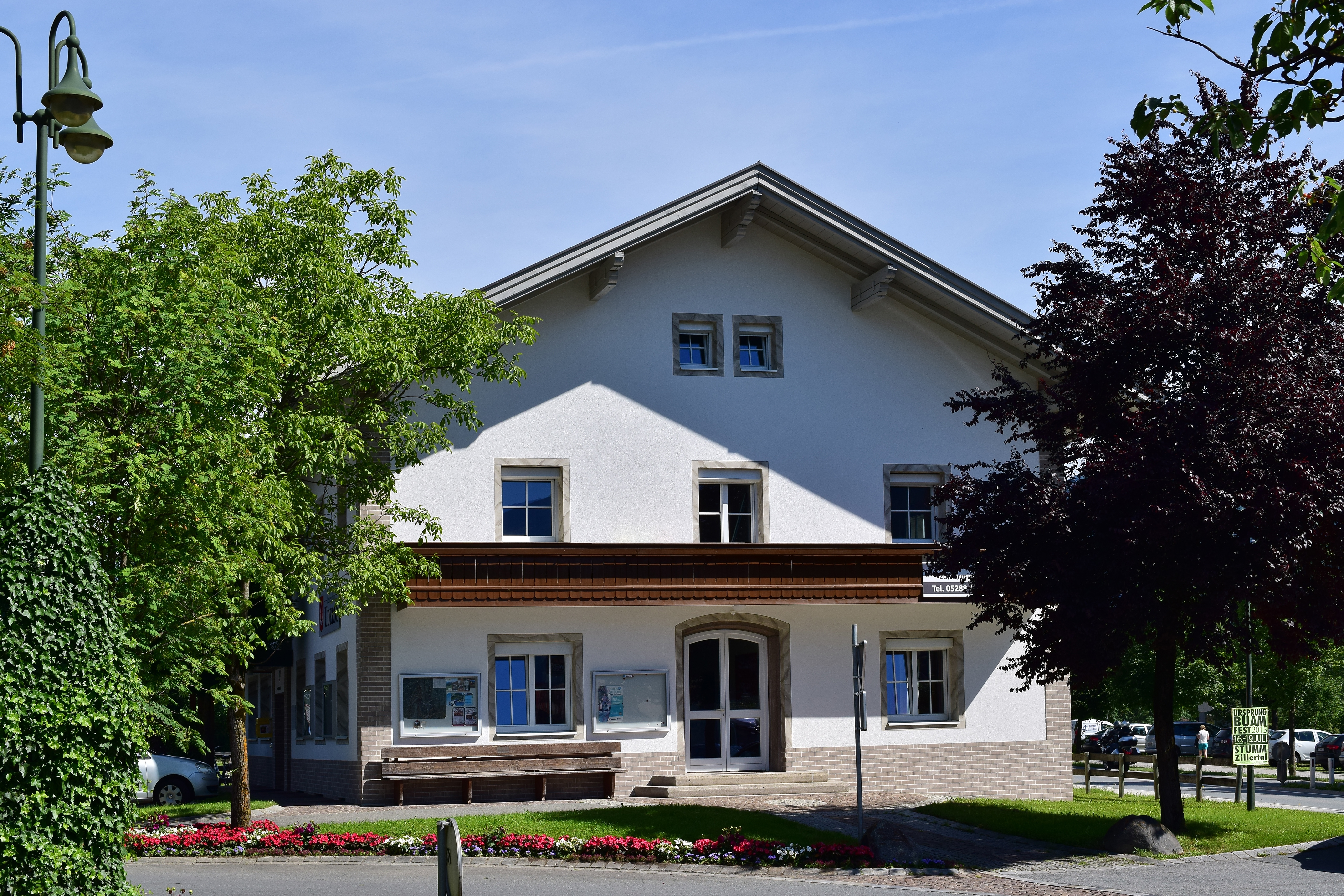
Das Gemeindeamt Uderns

### Gemeinderat
In den Gemeinderat werden 13 Vertreter gewählt.
| Partei                        | 2022   | 2022    | 2022    | 2016  | 2016    | 2016    | 2010  | 2010    |
| Partei                        | %      | Stimmen | Mandate | %     | Stimmen | Mandate | %     | Mandate |
| ----------------------------- | ------ | ------- | ------- | ----- | ------- | ------- | ----- | ------- |
| Zukunft Uderns                |        |         |         | 44,32 | 433     | 6       | 38,04 |         |
| Gemeinschaftsliste Uderns     | 100,00 | 427     | 13      | 55,68 | 544     | 7       |       |         |
| Gemeinsame Bürgerliste Uderns |        |         |         |       |         |         | 17,62 |         |
| SPÖ-Uderns                    |        |         |         |       |         |         | 44,34 |         |

### Bürgermeister
Bürgermeister von Uderns ist Josef Bucher.

### Wappen
Blasonierung: In Rot ein schräg linkes, gestürztes, rot benageltes, silbernes Hufeisen.
Das Wappen wurde 1983 verliehen. Das Hufeisen versinnbildlicht das Schmiedehandwerk, das früher entlang des Finsingbaches den wichtigsten Wirtschaftszweig darstellte. Der rote Hintergrund zeigt, dass Uderns eine der wenigen Gemeinden des Zillertals ist, die ständig zu Tirol gehörten.

## Persönlichkeiten
- Leonhard Posch (1750–1831), Bildhauer
- Franz Mayr (1814–1863), Kinderarzt und Hochschullehrer
- Friedrich Hell (1869–1957), Künstler
- Heinz Kinigadner (* 1960), Motocross-Fahrer